# Šume Kosova
Šume Kosova čine oko 41% cijele površine teritorija Kosova. Većina šuma nalazi se na jugozapadu Kosova, uključujući periferiju Peći, Dečana, Istoka, Junika i Đakovice i zaštićene su posebnim zakonima kosovskoga Ustava. Na Kosovu postoji nekoliko vrsta šuma i uglavnom su zastupljene listopadne šume. 
Šume Kosova imaju raznoliku floru i faunu, koja je od velikog značaja za čitav Balkan. Kosovska flora predstavlja oko 25% flore Balkana i 18% europske, dok su najvažnije regije s raznovrsnom biološkom raznolikošću planine Šar i Prokletije. Ipak, kosovske šume sklone su oštećenju sezonskim šumskim požarima i ilegalnom sječom. 
Kosovske šume imaju nacionalni značaj i trenutno su zaštićene s preko deset zakona. Procjenjuje se da njihova površina iznosi 464,800 hektara, od čega je 278,880 hektara javno vlasništvo kojim upravlja Kosovska agencija za šumarstvo, a 185,920 hektara su u privatnom vlasništvu.
Šume utječu na klimu Kosova i služe kao mjere zaštite od erozije tla. Mnoge šume su zbog svojih terapijskih sposobnosti pretvorene u prirodna odmarališta. Procjene pokazuju da je ukupna količina šumskog drveta oko 40 milijuna m3, oko 90 m3 drva po hektaru.